# Forcierte Normalisierung
Als forcierte Normalisierung wird eine vollständige oder teilweise Unauffälligkeit des EEG-Befundes bezeichnet im Vergleich zu einer zuvor nachweisbaren epilepsietypischen Aktivität im Oberflächen-EEG und im Vergleich zu einer zuvor vorhandenen klinisch manifesten Anfallshäufigkeit. Bisweilen kommt es übereinstimmend und gleichzeitig mit der EEG-Normalisierung auch zu einer vollständigen oder teilweisen Phase der Freiheit von Anfällen. Diese Phase ist jedoch gelegentlich auch verbunden mit dem Auftreten einer psychischen Störung. Die Störung ist paradoxerweise zeitlich an das Intervall der EEG-Normalisierung gebunden. Synonym wird daher auch von paradoxer Normalisierung gesprochen. Die psychische Störung kann sich bis hin zu einer psychotischen Episode steigern. Sie wird Alternativpsychose benannt, weil hierin nicht nur der Ausdruck eines Symptomwandels, sondern auch ein phasisch wechselnder und antagonistischer Verlauf gesehen wird. Der Schweizer Psychiater und Epileptologe Heinrich Landolt (1917–1971) hat zuerst 1955 den Begriff der forcierten Normalisierung geprägt. Hinsichtlich der nicht übereinstimmenden, antagonistischen psychologisch-klinischen und elektrophysiologischen Befunde gebrauchte er die Bezeichnung der „psycho-elektrenzephalographischen Korrelationen“.